# Уилсон, Дэрролл
Дэрролл Уилсон (англ. Darroll Wilson; 8 июня 1966, Данвилл, Виргиния, США) — американский боксёр-профессионал, выступавший в тяжёлой весовой категории.

## 1993—1995
Дебютировал в мае 1993 года.

## 1996-03-15Шэннон Бриггс —Дэрролл Уилсон
- Место проведения:  Конвеншн Центр, Атлантик Сити, Нью-Джерси, США
- Результат: Победа Уилсона техническим нокаутом в 3-м раунде в 10-раундовом бою
- Статус: Рейтинговый бой
- Рефери: Тони Орландо
- Время: 2:17
- Вес: Бриггс 106,60 кг; Уилсон 108,40 кг
- Трансляция: HBO
- Счёт неофициального судьи: Харольд Ледерман (20—18 Бриггс)

В марте 1996 года состоялся бой двух непобеждённых боксёров — Дэрролла Уилсона и Шэннона Бриггса. В 1-м раунде Бриггс попытался сразу же нокаутировать противника, навалившись на противника. Однако Уилсон выдержал натиск, так как Бриггс выбросил много ударов мимо, и ни разу не провёл акцентированного удара. В конце 3-го раунда Уилсон прижал противника к канатам и провел двойку в челюсть - правый хук и левый. Бриггс рухнул на канвас. Рефери досчитал до 6, и видя, что Бриггс не собирается подниматься, прекратил бой. Бриггс лежал на полу около минуты. Радостный Уилсон устроил истерику на ринге.

## 1996—2006
В сентябре 1996 проиграл нокаутом в 1-м раунде Дэвиду Туа.
В ноябре 1998 года Уилсон проиграл нокаутом в 4-м раунде Дэвиду Айзону.
Далее Уилсон чередовал поражения с победами, превратившись в джорнимена.
В марте 2002 года он проиграл нокаутом во 2-м раунде Тиму Уизерспуну.
В сентябре 2002 года Уилсон в 4-м раунде нокаутировал Берта Купера.
В июне 2005 года он проиграл по очкам Рэю Мерсеру.
В сентябре 2006 года Уилсон проиграл нокаутом в 4-м раунде Оливеру Макколу.
В декабре 2006 года Дэррол Уилсон проиграл нокаутом в 7-м раунде джорнимену Седрик Филдсу.